# Donaubrücke Fischerdorf
Die Donaubrücke Fischerdorf ist eine 661,5 m lange Autobahnbrücke in Deggendorf, Niederbayern. Das Bauwerk, benannt nach dem Ort Fischerdorf im Südosten, gehört zur Bundesautobahn 92 und überspannt die Donau zwischen dem Autobahnkreuz Deggendorf und der Anschlussstelle Deggendorf-Mitte bei 2285,49. Seine Durchfahrtshöhe beträgt 8,40 m beim höchsten Schifffahrtswasserstand.
Die Autobahn ist im Verlauf der Brücke im Grundriss gerade, nur die letzten 111 Meter auf der nördlichen Seite sind gekrümmt. Dort wird neben der Eginger Straße auch die Bahnstrecke von Deggendorf nach Hengersberg überquert. Der Brückenzug besteht aus den jeweils 279,5 m langen südlichen und nördlichen Vorlandbrücken aus Spannbeton und der stählernen 102,5 m langen Flussbrücke, einer Stabbogenbrücke. Zwischen den Jahren 1988 und 1991 erfolgte die Herstellung der Brücke bei Baukosten von 34 Millionen DM.

## Vorlandbrücken

### Überbau
Die Spannbetonbrücken bestehen aus zwei getrennten Überbauten und haben als Bauwerkssystem in Längsrichtung den Durchlaufträger. Sie besitzen jeweils fünf Felder mit Stützweiten von 55,3 m + 4 × 55,0 m und einer Konstruktionshöhe von 2,36 m. Die Übergänge zur Strombrücke auf den beiden Trennpfeilern haben Lagerabstände von 2,2 m. Dort sind auch Dehnfugen angeordnet.
In Querrichtung sind die Überbauten als einzellige Spannbetonhohlkästen mit einer konstanten Konstruktionshöhe von 2,36 m und 2,5 % Gefälle ausgebildet. Die Stege sind geneigt, die Bodenplatte ist 5,0 m breit, die Fahrbahnplatte 11,5 m.
Die Herstellung erfolgte im Taktschiebeverfahren mit temporären Zwischenstützen, die eine Pfahlgründung benötigten. Dabei wurde der zuerst betonierte Überbau zunächst in der Achse der Gegenfahrbahn betoniert und danach in seine endgültige Lage querverschoben. Anschließend folgte die Fertigung des Überbaus für die andere Richtungsfahrbahn.

### Gründung und Unterbauten
Die zwei Überbauten ruhen gemeinsam auf flach gegründeten massiven, Granitstein verkleideten Stahlbeton-Pfeilerscheiben mit einer Länge von 19,55 m und einer Breite von 2,5 m. Die Breite der Trennpfeiler beträgt 4,0 m.

## Flussbrücke

### Überbau
Das Hauptfeld über der Donau mit einer Spannweite von 102,5 m besteht aus einer Stabbogenbrücke mit einem einzigen mittleren, kreisförmigen Bogen, an dem zwei Stahlverbundhohlkästen des Überbaus, gleich hoch und breit wie die Vorlandbrücken, angehängt sind.
Der Stahlbogen besitzt einen Radius von 84,8 m und hat ein 1,2 m hohes Kastenprofil als Querschnitt, welches 1,0 bis 1,6 m breit ist. Acht Hänger mit bis zu 50 cm breitem Doppel-T-Querschnitt sind im Abstand von 12,0 m angeordnet und leiten die Lasten aus den bis zu 1,2 m hohen Querträgern in den Bogen.
Die Stabbogenbrücke wurde in 21 Teilen angeliefert und auf der südlichen Vorlandbrücke montiert. Mit Hilfe von zwei Plattformwagen und einem Einschwimmschiff wurde die Konstruktion schließlich eingeschoben.